# Nihon Budo
 (novembre 2018).
Si vous disposez d'ouvrages ou d'articles de référence ou si vous connaissez des sites web de qualité traitant du thème abordé ici, merci de compléter l'article en donnant les références utiles à sa vérifiabilité et en les liant à la section « Notes et références ».

Nihon Budo peut être traduit par "art martial japonais". Le Nihon Budo est un art martial fondé par Maître Watanabe Haruyoshi  (décédé à l'âge de 98 ans le 13 novembre 2007) . Il vient de l'école du Yoseikan Budo créée par Maître Minoru Mochizuki (1906 - 2003), lui-même élève direct de Maître Jigoro Kano (Judo), de Maître Morihei Ueshiba (Aïkido).
Maître Haruysoshi WATANABE a étudié plusieurs disciplines :
- 5e Dan Judo,
- 6e Dan Yoseïkan Budo,
- 8e dan Aïki jujitsu,
- 7e dan Ju jitsu,
- 7e dan Nihon Ko Budo (l'ancien budo).

Décédé à l'âge de 98 ans le 13 novembre 2007, il fut l'Initiateur du Nihon Budo sous l'impulsion de maître WATANABE Mitsuru (1957 -).

Le Nihon Budo regroupe trois composantes:
- Aiki Jujutsu art de défense basé sur l'esquive et l'immobilisation par clés et torsions.
- Kempo Taïjutsu art de défense basé sur les atemis (pieds, poings, coudes, genoux) et les projections.
- Iaï Kenjutsu Kobudo art de l'escrime japonaise (Katori Shinto Ryu) et du kobudo. Le travail de base est le sabre (Iaïdo, Kenjutsu), puis une fois "compris" le sabre, les autres armes japonaises qui en découlent (Jo, Bo, Tofa, Nunchaku, Sai, etc.,).

La tenue du Nihon Budo est particulière : La veste bleue symbolise le YIN (l'immobilité, la matière) alors que le pantalon blanc symbolise le YANG (l'énergie impalpable, le mouvement).
Sur la veste est apposé le Mon du Nihon Budo, qui n'est autre que le mon de la famille Watanabe (le mitsukashiwa ), le mon étant l'équivalent au Japon du blason.